# Янский, Виктор Анатольевич
Виктор Анатольевич Янский (узб. Viktor Anatolevich Yanskiy; род. 30 июля 1969 года, Самарканд, Самаркандская область, Узбекская ССР) — узбекский тяжелоатлет, чемпион СНГ, участник летних Олимпийских игр 1996 года.

## Карьера
Виктор Янский начал спортивную карьеру в Школе высшего спортивного мастерства при хокимияте Самаркандской области. В 1992 году на чемпионате СНГ по тяжёлой атлетике в Санкт-Петербурге в весовой категории до 52 кг завоевал золотую медаль. В 1996 году на XXVI летних Олимпийских играх в Атланте (США) в весовой категории до 54 кг занял 14 место.

## Примечание
1. ↑  Viktor Yansky Bio, Stats, and Results (англ.). Olympics at Sports-Reference.com. Дата обращения: 18 декабря 2019. Архивировано из оригинала 13 ноября 2012 года.